# Joey Ramone
Pour les articles homonymes, voir Joey et Ramone (homonymie).
Joey Ramone (de son vrai nom Jeffrey Ross Hyman), né le 19 mai 1951 à New York et mort le 15 avril 2001 dans la même ville, est un chanteur américain, connu principalement pour avoir été le chanteur du groupe punk rock Ramones.
Son image, sa voix et sa tenue en tant que frontman des Ramones ont fait de lui une icône de ce qu'on a longtemps appelé la contreculture et que les modernes préfèrent qualifier de culture rock.

## Biographie

### Enfance et adolescence
Né dans une famille juive, Joey Ramone a grandi dans le quartier de Forest Hills (Queens), à New York. D'après le témoignage de son frère Mickey Leigh dans le livre I Slept With Joey Ramone, il est atteint de spina bifida.
Ses parents divorcent alors qu'il a huit ans et Joey est élevé par sa mère, Charlotte Lesher, artiste et collectionneuse d'art. Son milieu familial est très instable et Joey a une adolescence difficile. Ses problèmes sont amplifiés par le fait qu'il souffre de troubles obsessionnels compulsifs et de la maladie de Marfan. C'est d'ailleurs à cette maladie qu'il doit sa grande taille (1,98 m) et sa maigreur. À ses problèmes s'ajoutent ses addictions aux drogues et à l'alcool qui le suivront pendant une grande période de sa vie. Il est végétarien.
C'est aussi pendant son adolescence qu'il s'intéresse au rock et particulièrement à des groupes comme les Beatles, les Who, les Stooges mais aussi Buddy Holly ou David Bowie. Son idole était Pete Townshend, guitariste des Who. Son premier instrument est la batterie qu'il débute à l'âge de 13 ans. En 1972, il officie comme chanteur dans le groupe Sniper. C'est aussi à cette époque qu'il côtoie Doug Colvin et John Cummings avec qui il partage les mêmes addictions et un goût commun pour les Beatles[réf. nécessaire].

## Carrière
En 1974, les trois compères forment les Ramones (Le nom est choisi en hommage à Paul Mc Cartney, qui utilisait parfois le pseudonyme de « Paul Ramon »). Doug Colvin prend le pseudonyme de Dee Dee Ramone bientôt imité par John Cummings qui devient Johnny Ramone et Jeffrey qui adopte celui de Joey Ramone. Joey est à l'origine le batteur du groupe mais comme Dee Dee ne sait pas chanter et jouer de la basse en même temps, il laisse tomber les fûts et s'installe devant le micro, un poste qu'il gardera pendant toute la carrière du groupe. Il se distingue sur scène par son attitude et son apparence caractéristique : vêtu d'un jean troué aux genoux, d'un blouson en cuir noir (qu'il porte même une fois rentré chez lui), le visage à moitié caché par des lunettes de vue teintées et une épaisse chevelure, il se tient face au micro la jambe droite tendue vers l'arrière et la jambe gauche fléchie vers l'avant. Il tenait toujours le micro avec la main gauche et le pied de micro avec la main droite et avait pour habitude de ne pratiquement jamais bouger de cette position. Hormis son rôle de frontman, il fut avec Dee Dee l'auteur-compositeur de la plupart des chansons du groupe. On lui doit notamment des titres comme Judy Is a Punk, Sheena Is a Punk Rocker, The KKK Took My Baby Away ou I Wanna Be Sedated[réf. nécessaire].
Au sein des Ramones, Joey entretiendra du début des années 1980 et jusqu'à sa mort une longue brouille avec Johnny Ramone, les deux ne s'adressant même plus la parole, ayant pour origine le fait que Johnny ait « piqué » la copine de Joey. Cet événement était par ailleurs amplifié par le caractère et les opinions ultra-conservatrices de Johnny qui heurtaient Joey. Selon la légende, ces faits et relations conflictuelles l'auraient poussé à écrire la chanson The KKK Took My Baby Away (« Le Ku Klux Klan a enlevé ma nana »)[réf. nécessaire].

## Après les Ramones
Peu avant sa mort, en guise de témoignage posthume, Joey enregistre son album solo Don't Worry About Me, sorti après sa disparition et où figure une reprise de What a Wonderful World[réf. nécessaire].

### Mort
La mort de Joey Ramone en 2001, victime d'un lymphome, suivie de celles de Dee Dee Ramone en 2002 et de Johnny Ramone en 2004, est perçue comme le signal de la fin d'une époque pour de nombreux amateurs de punk rock[Qui ?][réf. nécessaire].
La dernière chanson écoutée par Joey sur son lit de mort est In a Little While de U2. En l'apprenant, Bono, le chanteur de U2, décide de reprendre ce titre à chaque concert en hommage à Joey Ramone[réf. nécessaire].

### Hommage et influence
Le 30 novembre 2003, la ville de New York nomme officiellement l'angle de Bowery Street et de la 2d Street Joey Ramone Place afin de lui rendre hommage et remercier tout ce qu'il a apporté à la ville de New York. Cette plaque est la plus volée de la ville.

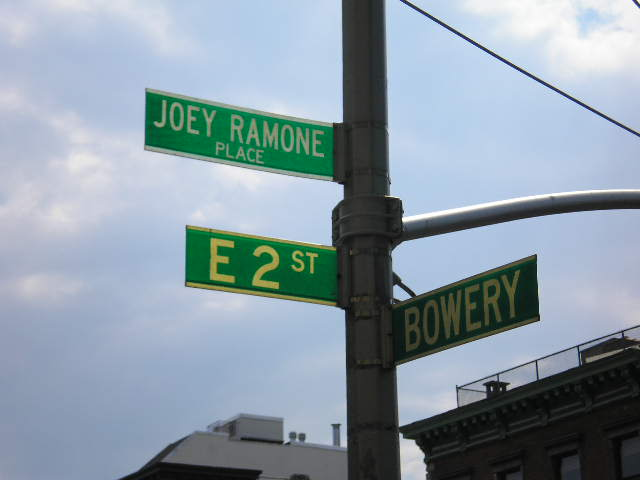
Joey Ramone was honored with the creation of "Joey Ramone Place" outside the address of CBGB in New York City.

Joey Ramone est vu par certains comme le père fondateur du punk, The father of punk, comme l'écrit le magazine Rolling Stone à sa mort en 2001 ; cependant, de façon générale, on considère que le groupe britannique les Sex Pistols est celui qui a donné son essor à ce genre musical,.
Un portrait de Joey Ramone figure dans le recueil Poussières d'anges de la romancière Ann Scott sous le titre Garage boy.
Un album composé principalement de chansons enregistrées en même temps que Don't Worry About Me est prévu pour 2012. Toutefois, le producteur original des chansons (tel que l'avait choisi Joey lui-même) a été évincé du projet, ainsi que plusieurs musiciens invités. Les morceaux ont été réenregistrés par d'autres musiciens choisis par Mickey Leigh, le frere de Joey. Mickey a aussi choisi de ne pas offrir l'occasion aux survivants du groupe et amis de longue date du chanteur, Marky Ramone, CJ Ramone ainsi que Tommy Ramone de participer à cet album.
Marky Ramone et CJ Ramone ne sont d'ailleurs plus invités à participer au concert annuel qui a lieu chaque année pour l'anniversaire de Joey, et ce depuis que Mickey Leigh s'occupe de son organisation (ceux-ci avaient l'habitude d'y jouer du vivant du chanteur)[réf. nécessaire].
Le 9 septembre 2014, U2 sort son album Songs Of Innocence avec en premier titre une chanson hommage à Joey Ramone : The Miracle (Of Joey Ramone)[réf. nécessaire].
Lemmy Kilmister (bassiste et leader du groupe Motörhead) ayant écrit une chanson en l'honneur des « quatre chevelus » titrée R.A.M.O.N.E.S, Joey, grand fan du groupe, parlait souvent « d'hommage ultime », lui qui portait régulièrement (notamment sur scène pendant les concerts) un tee shirt à l'effigie de Motörhead[réf. nécessaire].

## Dans la culture populaire
Joey Ramone, comme Marky Ramone et Dee Dee Ramone, est caricaturé sous la forme d'un cafard violet nommé simplement Joey avide d'argent au sein du dessin animé culte Oggy et les Cafards.

## Discographie

### Solo

#### Albums posthumes
- Don't Worry About Me (2002)
- ...Ya Know? (en) (2012)

#### EP
- In a Family Way (cet EP de 3 chansons a été enregistré en duo avec son frère Mickey Leigh et est sorti sous le nom d'artiste Sibling Rivalry en 1994)
- Ramones: Leathers from New York – The Ramones and Joey Ramone (solo) (1997)
- Christmas Spirit... In My House (sorti à titre posthume en 2002)

#### Singles
- I Got You Babe (en duo avec Holly Beth Vincent (en)) (1982)
- What a Wonderful World (sorti à titre posthume en 2002)